# جايلز ووكر
جايلز ووكر (بالإنجليزية: Giles Walker)‏ هو منتج أفلام وكاتب سيناريو ومونتير ومخرج كندي وبريطاني، ولد في 1946 في دندي في المملكة المتحدة.

## وصلات خارجية
- جايلز ووكر على موقع IMDb (الإنجليزية)
- جايلز ووكر على موقع روتن توميتوز (الإنجليزية)
- جايلز ووكر على موقع ألو سيني (الفرنسية)
- جايلز ووكر على موقع أول موفي (الإنجليزية)
- جايلز ووكر على موقع قاعدة بيانات الأفلام السويدية (السويدية)
- جايلز ووكر على موقع قاعدة بيانات الفيلم (الإنجليزية)
- جايلز ووكر على موقع كينوبويسك (الروسية)